# Ankertaumine

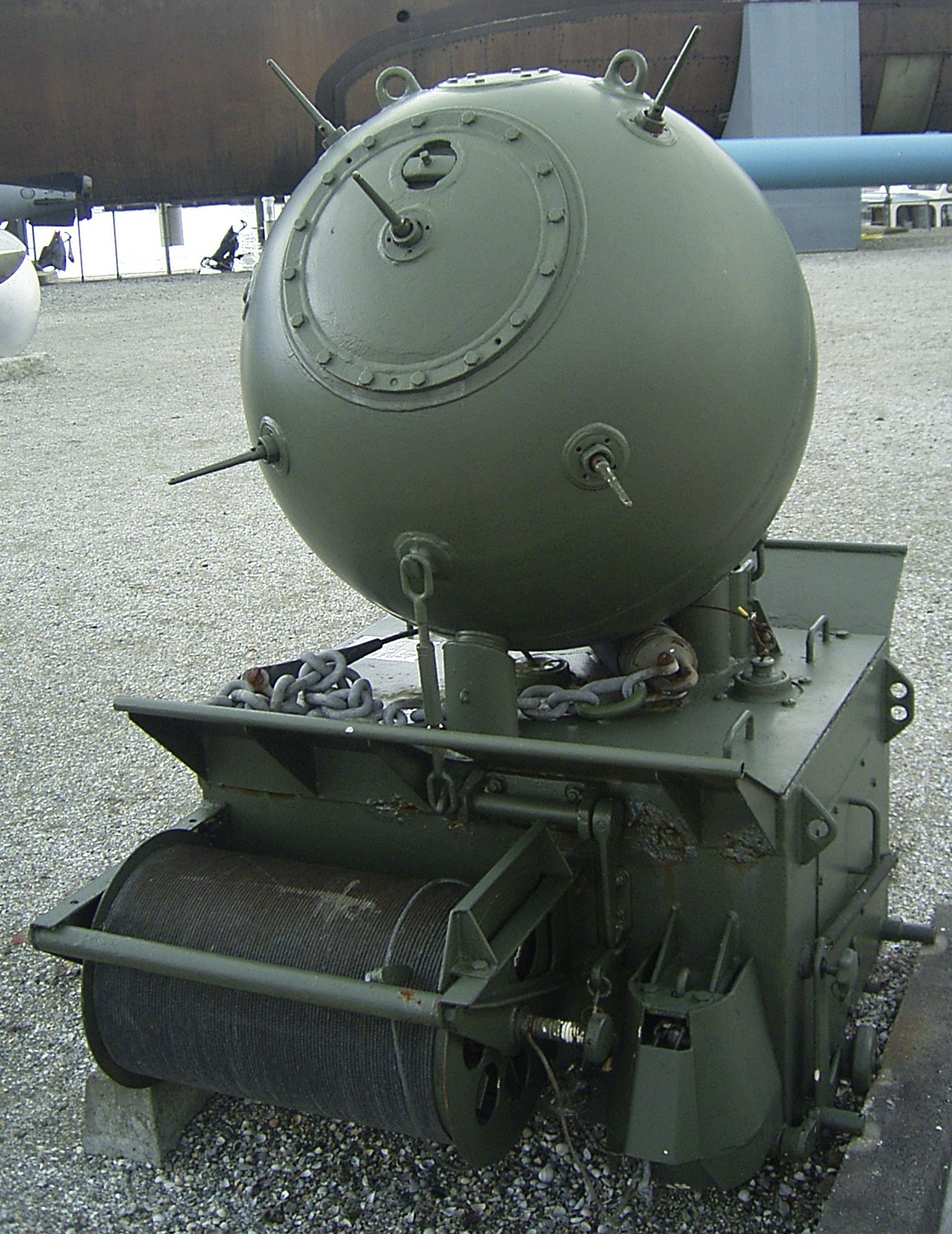
Ankertaumine im Transportzustand (Deutsches Modell – DM)

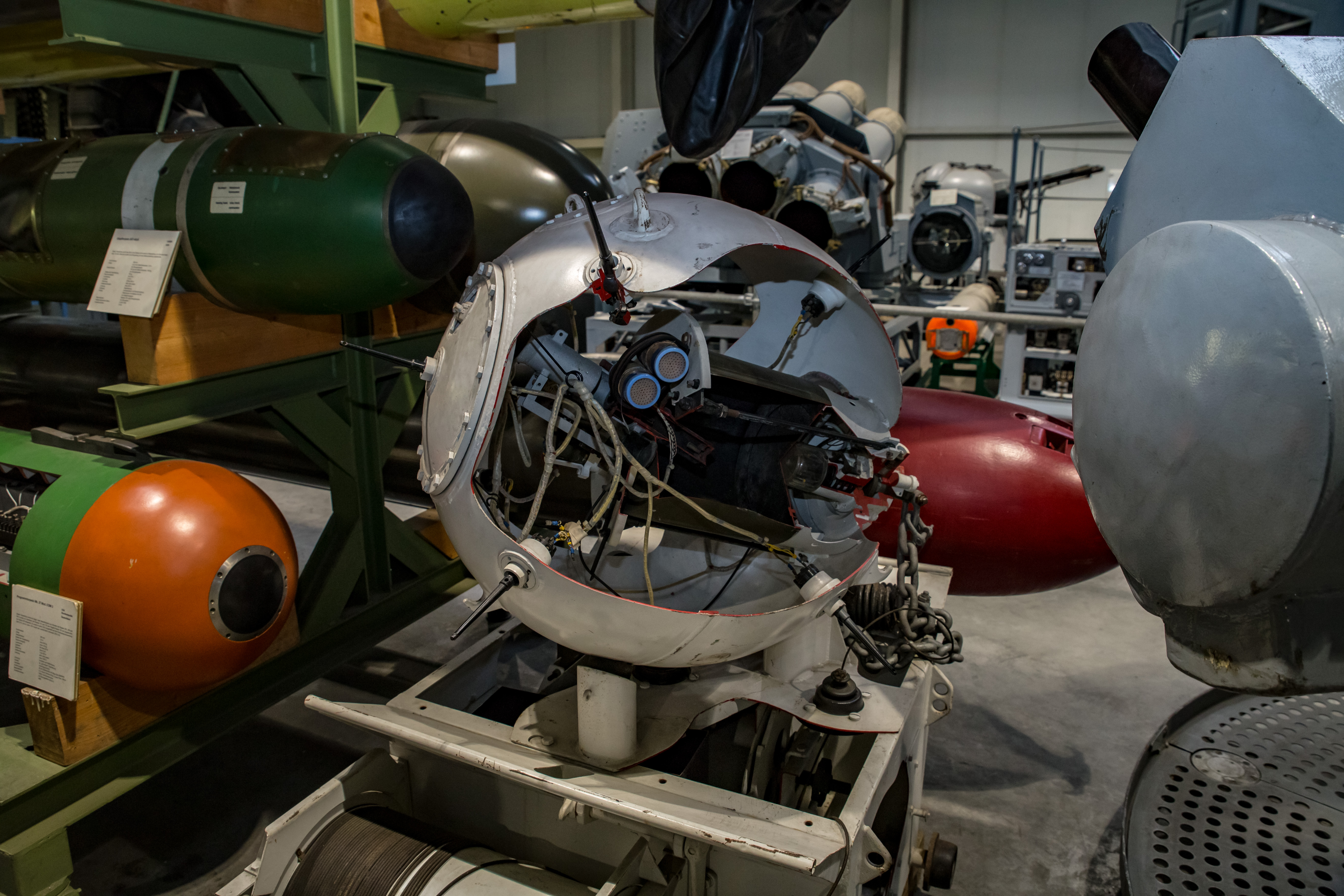
Schnittmodell einer Ankertaumine in der Wehrtechnischen Studiensammlung Koblenz

Ankertauminen sind eine Untergruppe von Seeminen. Sie wirken mit einer durch ihr Ankertau unter der Wasseroberfläche gehaltenen Sprengladung gegen Schiffe und U-Boote.

## Beschreibung
Ankertauminen sind einfache, im Wesentlichen auf Mechanik basierende Waffen. Sie bestehen aus einem Minenwagen oder Anker, der auf den Meeresgrund sinkt, und dem Minengefäß, das mit einem Drahtseil, dem so genannten Ankertau, am Minenwagen befestigt ist und aufgrund seines Auftriebs dicht unter der Meeresoberfläche schwimmt. Ankertauminen sind üblicherweise mit Berührungszündern ausgestattet und werden durch Kontakt mit einem Schiffsrumpf ausgelöst. In größeren Tiefen werden Ankertauminen auch gegen U-Boote eingesetzt.
Bei Ankertauminen ist die korrekte Tiefeneinstellung wichtig. Steht die Mine zu tief, können Schiffe unbeschadet darüber hinwegfahren. Steht sie hingegen zu flach, besteht die Gefahr, dass das Minengefäß an der Oberfläche sichtbar ist und damit die Sperre verrät. Bei den ersten Minensperren musste vor dem Legen die exakte Wassertiefe gelotet und danach die entsprechende Ankertaulänge eingestellt werden. Diese langwierige Methode eignete sich zwar zum Sperren in eigenen Gewässern, aber nicht, um feindliche Häfen zu sperren.
Um die Sicherheit für den allgemeinen Schiffsverkehr nicht über das militärisch notwendige Maß hinaus zu gefährden, müssen nach dem VIII. Haager Abkommen Ankertauminen unscharf werden, wenn sie sich aus ihrer Verankerung reißen. In der Praxis wird dies mit einem Federpaket gelöst, welches von dem Ankertau im Gleichgewicht gehalten wird. Löst sich die Verbindung zum Minenwagen, lässt die Spannung auf dem Ankertau nach und das Federpaket entschärft die Mine. Durch Korrosion oder starken Bewuchs kann dieser Mechanismus jedoch blockiert werden, sodass speziell von älteren abgerissenen Ankertauminen eine ernste Gefahr ausgehen kann.

### Ankertaumine mit Voreilanker

Wurfschema einer Ankertaumine mit Voreilgewicht

Neben der Voreinstellung der Ankertaulänge hat sich in der Praxis das Voreilgewicht oder Voreilanker bewährt. Hierbei wird, wie im Wurfschema dargestellt, die Mine ausgeworfen (1). Die Mine mit Minenwagen schwimmt zunächst und der Voreilanker sinkt in die Tiefe (2). Dabei wickelt der Voreilanker einen Draht, die Tiefenleine, ab, über den die Tiefe der Mine unter der Wasseroberfläche vor dem Abwurf eingestellt wird (3). Wurde die eingestellte Länge abgewickelt, wird der Minenwagen geflutet und die Mine vom Minenwagen gelöst (4). Der Minenwagen beginnt zu sinken und das Ankertau wickelt sich ab, bis der Voreilanker den Meeresboden erreicht (5). Durch die nachlassende Spannung auf der Tiefenleine wird das Ankertau festgeklemmt. Der Minenwagen sinkt,  bis er den Meeresboden erreicht, um die Länge der Tiefenleine weiter und zieht dabei die Mine um ebendiese Länge unter die Wasseroberfläche (6). So kann ohne Kenntnis der genauen Tiefe eine exakte Tiefe der Mine unter der Wasseroberfläche eingestellt werden. Begrenzt nur durch die maximale Länge des Ankertaus.

### Spezialminen
Für besondere Aufgaben sind spezielle Minen entwickelt worden, beispielsweise für den Einsatz bei großen Wassertiefen oder gegen U-Boote. So wurden Ankertauminen mit Fernzündung entwickelt, die in großen Wassertiefen gelegt werden und deren Minengefäße auf ähnlichen Tiefen schwimmen, auf denen sonst Grundminen gelegt werden. Damit ist die Verminung sehr tiefer Gewässer möglich.
Zu den Spezialminen gehören auch solche, die von Land ein- und ausgeschaltet oder auch gezündet werden können. Solche Minen werden zum Schutz eigener Hafeneinfahrten und Wasserwege benutzt.

## Geschichte

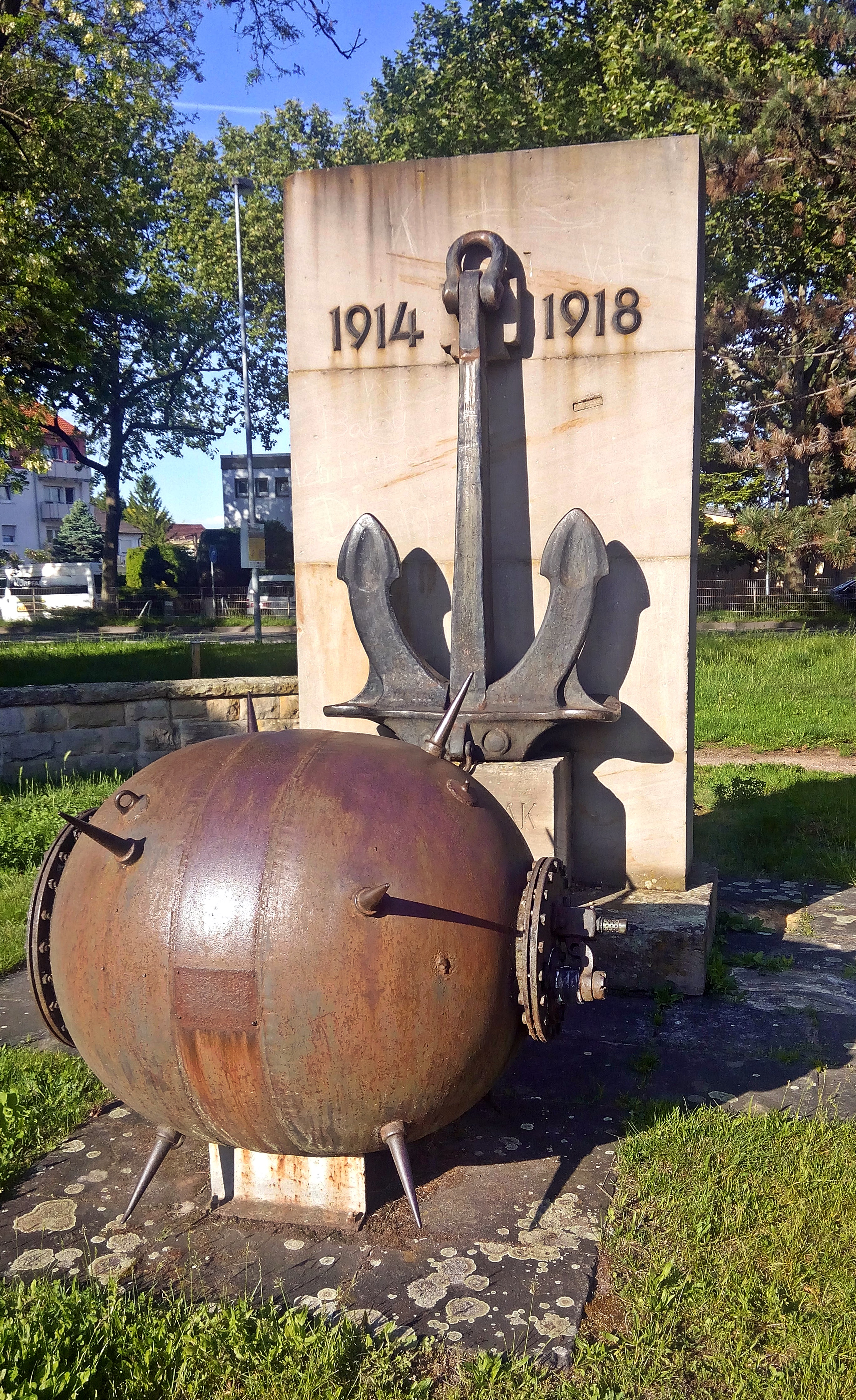
Ankertaumine vor dem Marine-Ehrenmal 1914–1918, in Frankenthal (Pfalz)

Die Ankertaumine ist der älteste in großer Zahl eingesetzte Minentyp. Die ersten wurden bereits 1813 vor den Forts Hudson und Richmond eingesetzt. Die Minensperren des Ersten Weltkriegs bestanden ausschließlich aus Ankertauminen, die des Zweiten Weltkriegs vorwiegend, und auch im Kalten Krieg und in Regionalkonflikten nach 1945 wurden Ankertauminen eingeplant bzw. eingesetzt.
Im Russisch-Japanischen Krieg wurden Minen eingesetzt, die sich selbstständig auf eine vor dem Werfen eingestellte Tiefe verankerten. Anfänglich kamen zwei verschiedene Systeme der automatischen Tiefeneinstellung zum Einsatz.
Bei der Einstellung durch Wasserdruck sinkt das Minengefäß mit dem Anker auf Grund. Anschließend löst sich das Gefäß vom Anker und steigt auf, bis der Umgebungsdruck soweit abgenommen hat, dass eine Federeinrichtung das Ankertau festklemmt. Dieses System wurde von der Kaiserlichen Marine bis 1918 eingesetzt. Es benötigte ein doppeltes Ankertau, was dazu führte, dass durch den erhöhten Wasserwiderstand die Mine bei Strömung unterschnitt und die Mine dadurch bis zu mehreren Metern zu tief stand.
Beim Voreilanker wird die gewünschte Tiefe mittels Voreilstand eingestellt. Nach dem Werfen bleibt das Minengefäß vorerst an der Oberfläche, während der mit dem Voreilgewicht versehene Anker absinkt. Wenn das schneller als der Anker absinkende Voreilgewicht den Grund erreicht, blockiert eine Bremse das Ankertau und das Minengefäß wird auf die eingestellte Tiefe gezogen. Ab 1916 führte die Royal Navy den geschlossenen Voreilanker ein, der einfacher aufgebaut und zuverlässiger ist. Im Zweiten Weltkrieg war dies die von allen beteiligten Staaten am häufigsten benutzte Verankerungsart.

## Minenräumen
Beim Minenräumen handelt es sich um verschiedene Verfahren, mit deren Hilfe Minen in einem Suchgebiet mit technischen Mitteln unschädlich gemacht werden sollen.
Zum Räumen von Ankertauminen werden Räumgeschirre verwendet, die von Minensuchbooten durch das Wasser gezogen werden. Sie werden entweder von mehreren Booten im Verbund eingesetzt oder von Einzelbooten, deren Räumkabel mit Hilfe von Scherbrettern seitlich ausgesteuert werden. Mit Hilfe von Schwimmern werden die Kabel in einer vorbestimmten Räumtiefe geführt und sollen mit anmontierten Greifern die Ankertaue der Minen erfassen und zerschneiden. Die Minengefäße schwimmen dann auf und werden mit Schusswaffen zur Explosion gebracht.